# Enhanced full rate
Pour les articles homonymes, voir EFR.
Enhanced Full Rate (en français, plein débit amélioré) est une norme de téléphonie mobile (codec audio de la famille AMR) permettant d'assurer une meilleure qualité vocale sur les réseaux mobiles GSM et UMTS. Bouygues Telecom l'a mise en œuvre sur son réseau sous le nom commercial de « son DHR ».